# Морська змія горбоноса
Морська змія горбоноса (Enhydrina schistosa) — отруйна змія з роду Енґидріна родини Аспідові.

## Опис
Загальна довжина сягає 1,4 м. Голова широка. Носові щитки поєднані з губними, утворюючи на кшталт горбинки або гака. Звідси походить назва цієї змії. Отруйні зуби розташовані на верхньощелепній кістці. Позаду них є 3—4 зуби. Має 5—6 піднебінних зубів. Тулуб кремезний, масивний. Забарвлення світло—сіре з блакитним відблиском. Черево білувате або жовтувате. Молоді особини також мають темні поперечні смуги.

## Спосіб життя
Усе життя проводить у морі, біля узбережжя. Активна як вдень, так й вночі. Здатна пірнати на глибину до 100 м і знаходитися під водою до 5 годин. Харчується рибою, іноді молюсками.
Це живородна змія. Самиця народжує до 6 дитинчат.
Отрута її складається з нейротоксинів та міотоксинів, у 4—8 разів сильніша за отруту індійської кобри. Близько 1,5 мг отрути призводить до летального результату. Як правило не кусає, але роздратована дуже небезпечна — близько 90 % смертельних випадків від укусів морських змій припадає саме на цей вид.

## Розповсюдження
Мешкає в Аравійському морі, Перській затоці, біля берегів Сейшельських островів, Мадагаскару, Пакистану, Індії, Бангладеш, М'янми, Таїланду, В'єтнаму, північної Австралії, Нової Гвінеї.